# رودنگاک
رودنگاک (به صربی: Rudnjak) یک منطقهٔ مسکونی در صربستان است که در کرالیفو واقع شده‌است.